# Плочник (Прокупље)
Плочник је насељено место града Прокупља у Топличком округу. Према попису из 2022. било је 101 становника (према попису из 1991. било је 236 становника). Смештено је крај реке Топлице, на магистралном друмско-железничком правцу који повезује Ниш (Моравску долину) и Приштину преко Прокупља и Куршумлије. У њему се налази истоимени локалитет Винчанске културе, а на улазу у село (из смера Прокупља) су пронађени остаци римских терми (у атару суседног села Баце). Плочник је 1386. године био поприште једне од српских победа над Османлијама, које су претходиле Косовском боју 1389. године.
У Плочнику је на имању монаха Прокопија подигнут манастир.

## Археолошки локалитет Плочник
Археолошки локалитет Плочник припада Винчанској култури представља насељени комплекс из млађег каменог доба (постојао је од 5500. до 4700. године п. н. е), који се простире на површини од око 110 хектара, а открића из прве деценије XXI века указују да је реч о најстаријем металуршком центру на свету. Сам локалитет је значајан и по пронађеним остацима керамике и примерцима фигуралне пластике. Почетком септембра 2009. године је започела изградња реконструкције неолитског села, а у постоје идеје да се локалитет туристичким возом повеже са Прокупљем, Куршумлијом и Ђавољом Вароши.

## Демографија
У насељу Плочник живи 155 пунолетних становника, а просечна старост становништва износи 50,9 година (48,5 код мушкараца и 53,4 код жена). У насељу има 79 домаћинстава, а просечан број чланова по домаћинству је 2,30.
Ово насеље је у потпуности насељено Србима (према попису из 2002. године), а у последња три пописа, примећен је пад у броју становника.
|  |

| Демографија | Демографија | Демографија |
| Година      | Становника  | Становника  |
| ----------- | ----------- | ----------- |
| 1948.       | 598         |             |
| 1953.       | 633         |             |
| 1961.       | 585         |             |
| 1971.       | 458         |             |
| 1981.       | 326         |             |
| 1991.       | 236         | 236         |
| 2002.       | 182         | 182         |

| Етнички састав према попису из 2002.‍ | Етнички састав према попису из 2002.‍ | Етнички састав према попису из 2002.‍ | Етнички састав према попису из 2002.‍ | Етнички састав према попису из 2002.‍ |
| ------------------------------------ | ------------------------------------ | ------------------------------------ | ------------------------------------ | ------------------------------------ |
|                                      |                                      |                                      |                                      |                                      |
| Срби                                 | Срби                                 |                                      | 182                                  | 100,0%                               |
| непознато                            | непознато                            |                                      | 0                                    | 0,0%                                 |

| Година пописа     | 1948. | 1953. | 1961. | 1971. | 1981. | 1991. | 2002. |
| ----------------- | ----- | ----- | ----- | ----- | ----- | ----- | ----- |
| Број домаћинстава | 116   | 127   | 141   | 135   | 117   | 98    | 79    |

| Број чланова      | 1  | 2  | 3 | 4 | 5 | 6 | 7 | 8 | 9 | 10 и више | Просек |
| ----------------- | -- | -- | - | - | - | - | - | - | - | --------- | ------ |
| Број домаћинстава | 31 | 25 | 9 | 5 | 5 | 2 | 0 | 1 | 1 | 0         | 2,30   |

| Пол    | Укупно | Неожењен/Неудата | Ожењен/Удата | Удовац/Удовица | Разведен/Разведена | Непознато |
| ------ | ------ | ---------------- | ------------ | -------------- | ------------------ | --------- |
| Мушки  | 80     | 20               | 53           | 7              | 0                  | 0         |
| Женски | 82     | 6                | 51           | 25             | 0                  | 0         |
| УКУПНО | 162    | 26               | 104          | 32             | 0                  | 0         |

| Пол    | Укупно                    | Пољопривреда, лов и шумарство | Рибарство                            | Вађење руде и камена | Прерађивачка индустрија       |
| ------ | ------------------------- | ----------------------------- | ------------------------------------ | -------------------- | ----------------------------- |
| Мушки  | 27                        | 4                             | 0                                    | 0                    | 10                            |
| Женски | 13                        | 1                             | 0                                    | 0                    | 5                             |
| УКУПНО | 40                        | 5                             | 0                                    | 0                    | 15                            |
| Пол    | Производња и снабдевање   | Грађевинарство                | Трговина                             | Хотели и ресторани   | Саобраћај, складиштење и везе |
| Мушки  | 0                         | 2                             | 1                                    | 6                    | 1                             |
| Женски | 0                         | 0                             | 1                                    | 4                    | 0                             |
| УКУПНО | 0                         | 2                             | 2                                    | 10                   | 1                             |
| Пол    | Финансијско посредовање   | Некретнине                    | Државна управа и одбрана             | Образовање           | Здравствени и социјални рад   |
| Мушки  | 0                         | 0                             | 2                                    | 1                    | 0                             |
| Женски | 1                         | 0                             | 0                                    | 1                    | 0                             |
| УКУПНО | 1                         | 0                             | 2                                    | 2                    | 0                             |
| Пол    | Остале услужне активности | Приватна домаћинства          | Екстериторијалне организације и тела | Непознато            | Непознато                     |
| Мушки  | 0                         | 0                             | 0                                    | 0                    | 0                             |
| Женски | 0                         | 0                             | 0                                    | 0                    | 0                             |
| УКУПНО | 0                         | 0                             | 0                                    | 0                    | 0                             |